# Újrahangolva
Az Újrahangolva Molnár Ferenc "Caramel" 2007-ben megjelent második stúdióalbuma.

## Az album dalai
1. Kezeket fel
2. Caramel visszatért
3. Te vagy aki kell
4. Melóban
5. Párórára
6. Aki mindig remél
7. Ismerős idegen
8. Nézz a tükörbe
9. The collector
10. Te vagy a világ
11. Ne ébressz fel
12. My confession
13. Micsoda éjszaka
14. Intro
15. Krisztus Urunknak áldott születésén

## Kislemezek
- Párórára
- Te vagy aki kell